# Gauromydas mystaceus
Gauromydas mystaceus is een vliegensoort uit de familie Mydidae. De wetenschappelijke naam van de soort is, geplaatst in het geslacht Midas, voor het eerst geldig gepubliceerd in 1830 door Wiedemann.
De soort komt voor in Guyana, Frans-Guyana en Suriname.